# Grizzly Man
Pour plus de détails, voir Fiche technique et Distribution.
Grizzly Man est un film documentaire américain du réalisateur allemand Werner Herzog, sorti en 2005.

## Synopsis
Timothy Treadwell a passé treize étés, sans armes, près des grizzlys dans le Katmai National Park and Preserve en Alaska. Lors des cinq dernières expéditions il a filmé les ours et s'est mis en scène à leurs côtés ; il a réalisé des films de sensibilisation servant à illustrer ses interventions et sur la nécessité de protéger les ours sauvages. En 2003, à la fin de la treizième expédition, Timothy Treadwell et sa compagne, Amie Huguenard, ont été attaqués et dévorés par un grizzly.
Le film de Herzog tente de cerner la personnalité complexe et controversée de Treadwell, qui n'est pas sans rappeler certains des héros de fiction de Herzog tels Aguirre ou Fitzcarraldo, au travers d'interviews de ses proches et de scènes extraites des 100 heures de prises de vues tournées avant sa mort. Il essaye de comprendre ce qui a amené un homme à passer toutes les frontières de la nature, au point que tout en reconnaissant l'immense danger qu'il courait, s'en approchait toujours plus ; se trouvant, au moment de sa mort, à l'endroit qu'il jugeait le plus dangereux et où, de son propre aveu, aucun homme ne serait capable de rester en vie.

## Fiche technique
- Titre : Grizzly Man
- Réalisateur : Werner Herzog
- Producteur exécutif : Kevin L. Beggs
- Scénariste : Werner Herzog
- Directeur de la photographie : Peter Zeitlinger
- Compositeur : Richard Thompson
- Monteur : Joe Bini
- Distribué en France par la Metropolitan FilmExport
- Distribué aux États-Unis par Lions Gate Films Inc
- Genre : Documentaire
- Durée : 103 minutes
- Date de sortie : 7 décembre 2005 (France)

## Distribution
- Timothy Treadwell (VF : Jérôme Pauwels) : lui-même
- Werner Herzog (VF : Bernard Tiphaine) : lui-même / le narrateur
- Amie Huguenard : elle-même
- Franc G. Fallico (VF : Bernard Alane)  : le médecin légiste
- Willy Fulton (VF : Jean-Louis Faure) : le pilote
- Warren Queeney (VF : Érik Colin) : un ami proche de Timothy
- Marnie Gaede : une écologiste
- Marc Gaede : un écologiste

## Récompenses
- Meilleur film documentaire au Los Angeles Film Critics Association Award
- Meilleur film documentaire au New York Film Critics Circle Award
- Meilleur film documentaire au San Francisco Film Critics Circle Award
- Alfred P. Sloan Prize au Sundance Film Festival 2005
- Meilleur documentaire au Toronto Film Critics Association Award